# ジョゼ・クエルオ・デ・ソウザ
ジョゼ・クエルオ・デ・ソウザ（José Coelho de Souza、1884年3月10日? - 2017年8月24日）は、ブラジル・アクレ州に在住していた長寿の男性。
伝えられるところによると、1884年3月10日に生まれ、133歳で亡くなったという。年齢が正しければ、史上最高齢の父親の記録(101歳没)も保持していることになる。